# Должикский сельский совет (Ахтырский район)
Должикский сельский совет (укр. Довжицька сільська рада) — входит в состав Ахтырского района Сумской области Украины.
Административный центр сельского совета находится в 
с. Должик.

## Населённые пункты совета
- с. Должик
- с. Буро-Рубановка